# Gamboula
Gamboula ist eine Stadt in der Präfektur Mambéré-Kadéï im äußersten Westen der Zentralafrikanischen Republik. Die Bevölkerungszahl von Gamboula wird für das Jahr 2003 mit 13.048 Einwohnern angegeben. Gamboula ist die Hauptstadt einer Unterpräfektur gleichen Namens und liegt auf einer Höhe von etwa 600 m.
Die Grenze zum Nachbarland Kamerun verläuft etwas mehr als einen Kilometer westlich der Stadt. Im nördlichen Sektor verläuft sie im Fluss Boumbé II. Direkt westlich der Stadt mündet dieser in den Kadéï, welcher weiter nach Süden fließt und dort auch für einige Kilometer die Grenze zu Kamerun darstellt, bevor er vollkommen in das Staatsgebiet der Zentralafrikanischen Republik abbiegt.

## Verkehr und Infrastruktur
Gamboula liegt an der Route Nationale 6, die 5 Kilometer weiter westlich an der Grenze zu Kamerun (Brücke über den Boumbé II) beginnt und dort Anschluss an die kamerunische N10 hat. Aus diesem Grund hat die Stadt eine hohe Bedeutung für die Versorgung des Binnenstaates mit Waren. In Richtung Osten führt die Route Nationale 6 nach Berbérati und weiter bis in die Hauptstadt Bangui. Der Flugplatz Gamboula liegt nordöstlich der Stadt.

## Bürgerkrieg
Im Zuge der Präsidentschaftswahl in der Zentralafrikanischen Republik 2020/21 kam es landesweit zu Angriffen von Rebellengruppen auf Städte in der Zentralafrikanischen Republik. Am 27. Dezember 2020 vertrieb die Rebellengruppe CPC die staatlichen Organe aus Gamboula. Erst im März 2021 konnte die reguläre Armee die Gebiete, und damit auch die Stadt Gamboula, zurückerobern.